# مادیس کالاس
مادیس کالاس (استونیایی: Madis Kallas؛ زادهٔ ۲۲ آوریل ۱۹۸۱) ورزشکار دهگانه و سیاستمدار اهل استونی است. وی از سال ۲۰۲۲ وزیر محیط زیست استونی است.